# اسکاریسبریک
اسکاریسبریک (به انگلیسی: Scarisbrick) یک روستا و محله مدنی در بریتانیا است که در West Lancashire واقع شده‌است. اسکاریسبریک ۳٬۵۵۴ نفر جمعیت دارد.